# Mt. Helium
I Mt. Helium (precedentemente conosciuti come The Apex Theory) sono stati un gruppo musicale alternative metal statunitense formatosi a Los Angeles nel 1999.

## Storia del gruppo
Gli Apex Theory si formarono nel 1999 dai musicisti armeni Ontronik Khachaturian (proveniente dai System of a Down), Art Karamian e Dave Hakopyan (ex-bassista dei Soil, il primo nucleo dei System of a Down) a cui più tardi si aggiunse alla batteria Sammy J. Watson. Il primo EP, Extendemo, venne pubblicato nel 2000. L'anno seguente, il gruppo firmò con la DreamWorks Records, pubblicando il secondo EP, dal titolo omonimo, il 9 ottobre 2001.
Gli Apex Theory suonarono i primi concerti sul palco principale durante il Warped Tour del 2001, e come co-headliner all'MTV2 Tour del 2002.
Il 2 aprile 2002 il gruppo pubblicò l'album di debutto Topsy-Turvy, che si posizionò al sesto posto nella classifica Billboard Heatseekers e al 157º posto nella Billboard 200. Dopo pochi mesi dalla pubblicazione del disco, Khachaturian lasciò il gruppo, il quale dopo svariate audizioni per cercare un cantante decisero di assegnare il ruolo al chitarrista Karamian.
Gli anni successivi vedono alla produzione due EP, Inthatskyissomethingwatching (pubblicato nel 2004) e Lightpost, pubblicato nel 2007, mentre il 2008 avvenne il cambio di nome in Mt. Helium. Nello stesso anno uscì il secondo album studio Faces, pubblicato per il download digitale il 3 giugno 2008.

## Formazione
Attuale
- Art Karamian – voce, chitarra (1999–presente)
- Dave Hakopyan – basso (1999–presente)
- Sammy J. Watson – batteria (1999–presente)

Ex membri
- Ontronik Khachaturian – voce (1999–2002)

## Discografia

### Album in studio
- 2002 – Topsy-Turvy
- 2008 – Faces

### Extended play
- 2001 – The Apex Theory
- 2004 – Inthatskyissomethingwatching
- 2007 – Lightpost